# 張士駅
張士駅（ちょうし-えき）は中華人民共和国遼寧省瀋陽市鉄西区に位置する瀋陽地下鉄1号線の駅である。

## 駅構造
島式ホーム1面2線の地下駅で、ホームドア設置駅。出口はA・B・C・Dの4箇所ある。
のりば
駅北西側から、
| ■1号線 | 十三号街方面                   |
| ■1号線 | 瀋陽駅・青年大街・黎明広場方面 |

## 駅周辺
- 瀋陽科金新材料開発総公司
- 瀋陽杰姆帝電子有限公司
- 奉達公園
- 瀋陽清華鍋炉有限公司
- 昆明街派出所

## 歴史
- 2010年9月27日 - 開業。

## 隣の駅
瀋陽地下鉄
■1号線
四号街駅 - 張士駅 - 開発大道駅